# Ruhenburg
Die Ruhenburg, ursprünglich Ruhinburg genannt, ist eine abgegangene Wasserburg in Rockenhausen im Donnersbergkreis in Rheinland-Pfalz. 

## Geschichte
Die von den Raugrafen erbaute Wasserburg wurde erstmals 1243 als „castrum Ruhinberc“ erwähnt. Sie war 1399 eine von Burgmannen bewohnte raugräfliche Burg und wurde 1504 zerstört. Der Kurfürst verpfändete die Burg 1549 an Junker Hans Jakob von Thurn, der sie um 1571 als Wohnschlösschen in Renaissance-Bauweise mit Rundturm, steinerner Wendeltreppe und kubischen Barockbau mit steilem, gaubenbesetztem Walmdach sowie doppelgeschossigem Dachstuhl neu erbaute.
Im Dreißigjährigen Krieg (1618–1648) und im Pfälzischen Erbfolgekrieg (1688–1697) wurde das Bauwerk zerstört. Von 1713 bis 1738 wurde an selbiger Stelle das Schloss Rockenhausen errichtet.